# Johann Christian Buxbaum
Johann Christian (ou Johannes Christianus) Buxbaum  (  Mersebourg (à 25 km à oeste de  Leipzig), 5 de outubro de 1693 - Wermsdorf,  Saxe, 17 de julho de 1730 ) foi um médico, botânico e explorador alemão.

## Biografia
Era filho de Andreas Buxbuam e de Maria Dorothea nascida Bretnitz.  Estudou medicina nas universidades de  Leipzig, de Wittenberg, de Jena e de  Leiden. Em 1721,  à convite de  Pierre le Grand (1672-1725),  assume a função de botânico no jardim botânico do colégio médico de  São Petersburgo. Em 1724,  torna-se membro da Academia Russa das Ciências e professor da academia.
Em 1724, como médico, Buxbaum acompanha  Alexander Rumyantsev (1680-1749)  na sua missão diplomática à Constantinopla. Aproveita para visitar a  Grécia. No retorno, visita a Anatólia, Bacu, Derbent e Astracã. Regressa São Petersburgo em  1727. Foi um dos primeiros a descrever a flora das margens do Mar Negro, da Anatólia e Armênia.
O gênero  botânico das  Briofitas, Buxbaumia, foi dado em sua homenagem, assim como a espécie do gênero Carex, Carex buxbaumii. Uma revista científica dedicada as briófitas também foi-lhe dedicado.  

## Obras
- Enumeratio plantarum acculatior in argo Halensi vicinisque locis crescentium una cum earum characteribus et viribus (Halle, 1721)
- Plantarum minus cognitarum centuria I. [-V.] complectens plantas circa Byzantium & in oriente observatas (São Petersburgo,  1728-1740), cinco volumes, publicado parcialmente após a sua morte.

## Fonte
- Allen G. Debus (dir.) (1968). World Who’s Who in Science. A Biographical Dictionary of Notable Scientists from Antiquity to the Present. Marquis-Who’s Who (Chicago) : xvi + 1855 p.